# Trizogeniates planipennis
Trizogeniates planipennis är en skalbaggsart som beskrevs av Ohaus 1917. Trizogeniates planipennis ingår i släktet Trizogeniates och familjen Rutelidae. Inga underarter finns listade i Catalogue of Life.